# Der Teufel auf der Anklagebank
Der Teufel auf der Anklagebank ist ein Dokumentarfilm von Chris Holt aus dem Jahr 2023. Die Netflix-Dokumentation behandelt einen angeblichen Fall von dämonischer Besessenheit, bei dem es zu einem Mord kam. Die Besessenheit wurde im anschließenden Gerichtsverfahren als Argument der Verteidigung verwendet. Der reale Fall diente als Vorlage für den Spielfilm Conjuring 3: Im Bann des Teufels.

## Inhalt
Die Dokumentation behandelt den realen Fall um Arne Cheyenne Johnson, der seinen Vermieter ermordete. Johnson behauptete, besessen zu sein. Seinen Dämon habe er bei einem fehlgeschlagenen Exorzismus innerhalb der Glatzel-Familie erhalten. An dem Fall arbeiteten damals auch das berühmte Geisterjäger-Ehepaar Ed und Lorraine Warren. Johnsons Anwalt versuchte damals, Besessenheit als mildernde Umstände anzuerkennen und plädierte vor dem Obersten Gerichtshof von Connecticut auf Freispruch. Der Richter ließ dämonische Besessenheit nicht zu und Johnson wurde wegen Totschlag ersten Grades zu zehn bis 20 Jahren verurteilt. Nach Verbüßen seiner Haftstrafe ist er nun auf freiem Fuß. Die Hintergründe des Falles werden mit Hilfe von Reenactment, Interviews mit den Betroffenen und Zeitzeugen sowie Archivmaterial nacherzählt. Am Ende, nachdem sich die Dokumentation hauptsächlich auf die Besessenheit bezog, äußerte Carl Glazer den Verdacht, dass ihre Mutter die Familie absichtlich unter Drogen gesetzt habe, um abschalten zu können. Die Psychopharmaka, die sie verabreichte, konnten Halluzinationen verursachen. Er äußerte sich auch kritisch über die Warrens, die den Fall für ihre Zwecke manipuliert hätten und bezeichnete sie als „very good con people“ (dt. „sehr gute Hochstapler/Trickbetrüger“).

## Hintergrund
Der Fall trug sich in Brookfield, Connecticut am 16. Februar 1981 zu und ging als „The Devil Made Me Do It“-Fall in die US-amerikanische Geschichte ein. Er diente als Hintergrund für den dritten Teil der Conjuring-Filmreihe. Der Film wurde am 17. Oktober 2023 über Netflix weltweit veröffentlicht.

## Rezeption
Der Film wurde von den Kritikern eher negativ bewertet. Auf Rotten Tomatoes erhielt er einen Tomatometer von 36 % bei der Auswertung von 14 Rezensionen.
Das Lexikon des internationalen Films urteilte: „Der Dokumentarfilm beleuchtet mithilfe von am Horrorgenre geschulten Nachstellungen, Interviews mit Zeitzeugen und Archivmaterial die Hintergründe des historischen Falls. Dabei baut der Film zunächst ein reißerisches Schocker-Szenario auf, um dieses am Ende durch gegenläufige Recherchen weitgehend in sich zusammenfallen zu lassen. Ein Verfahren, das wenig seriös wirkt und die Geschichte seines zentralen Protagonisten erneut für sensationalistische Zwecke missbraucht.“ Ähnlich urteilte Oliver Armknecht auf Film-rezensionen.de: „Ob das Ganze dann noch als Dokumentation durchgeht, darüber darf man sich streiten. Äußerlich hält sich der Film zwar an die Formen, zeigt Interviewszenen im Wechsel mit den besagten nachgestellten sowie historischen Aufnahmen – darunter ein Fernsehauftritt von Ed Warren. Über weite Strecken ist es aber nicht mehr als die Erzählung der Familie, die noch einmal ihre damalige Geschichte wiedergibt. Der Teufel auf der Anklagebank hat dieser nichts hinzuzufügen, bietet allgemein nichts Neues. Als Ergänzung zu Halloween mag das seinen Zweck erfüllen. Sehenswert ist der Film aber nicht, auch wenn er hin und wieder interessante thematische Ansätze hat, die dann aber zu wenig verfolgt werden.“